# Horst (geologia)

Schema concettuale che illustra uno stile tettonico di tipo distensivo, a horst e graben. I due margini crostali indicati dalle frecce tendono ad allontanarsi tra loro determinando il collasso di alcune parti di crosta che formano quindi fosse, o graben, delimitati da faglie dirette, mentre alcune parti restano in rilievo e costituiscono gli horst. Immagine USGS

Horst è un termine proveniente dalla letteratura scientifica tedesca con cui in geologia strutturale si identifica un pilastro tettonico, ovvero una porzione di crosta terrestre relativamente rialzata a causa di un sistema di faglie dirette in regime tettonico distensivo.

## Caratteristiche
Gli horst vengono anche chiamati alti strutturali.
Un horst è delimitato da graben (detti anche fosse tettoniche), ovvero zone in cui la crosta terrestre risulta sprofondata sempre a causa di un campo di stress di tipo distensivo.
Esempi di horst presenti in Europa sono le catene montuose dei Vosgi, della Foresta Nera e l'isola di Lampedusa.